# شهرداری ترجلا

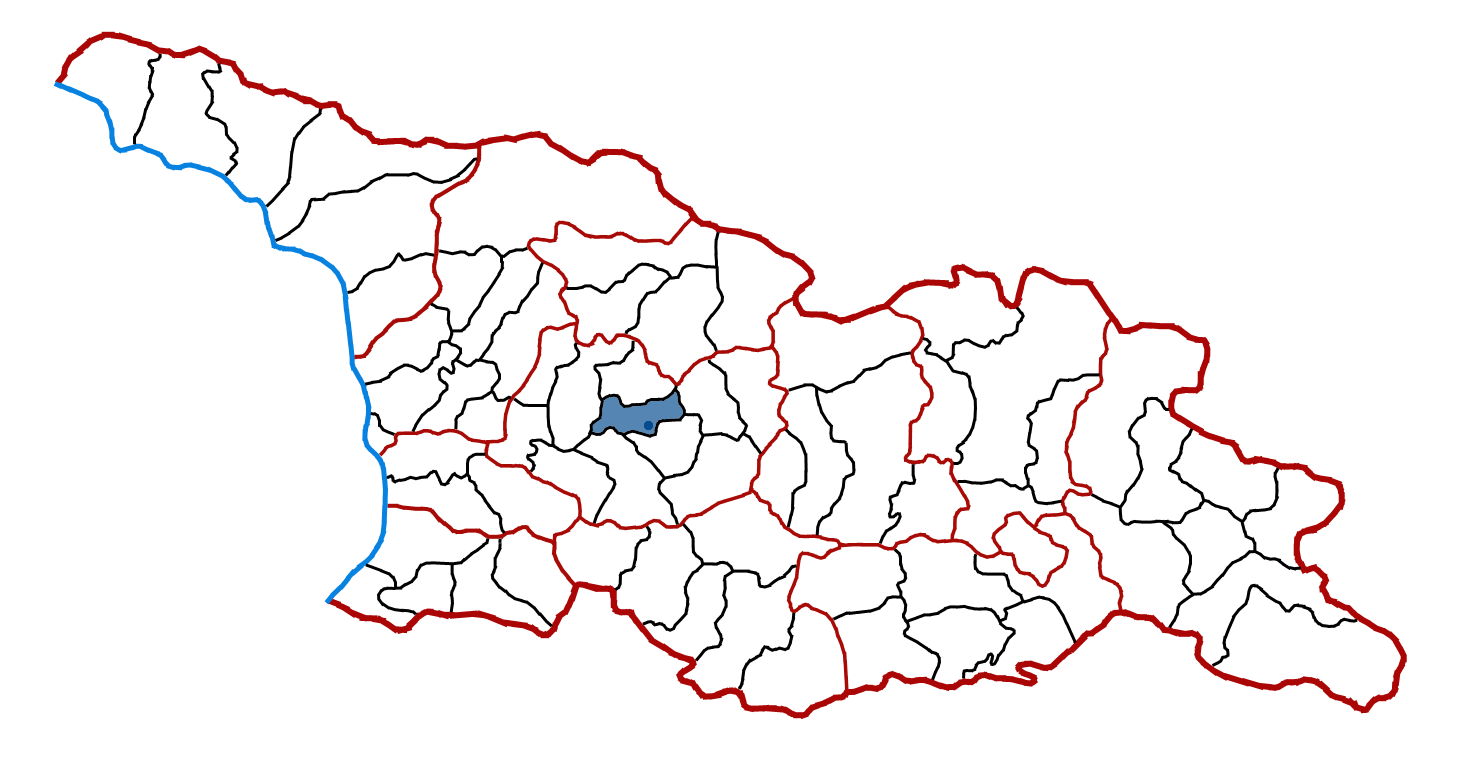
شهرداری ترجلا

شهرداری ترجلا (گرجی: თერჯოლის მუნიციპალიტეტი) یکی از شهرداری‌های گرجستان در استان ایمرتی است. مرکز اداری آن ترجلا است.
جمعیت: ۴۵۴۹۶ (سرشماری ۲۰۰۲)
مساحت: ۳۵۷ کیلومتر مربع